# 那須鹽原市
那須鹽原市（日语：／ Nasushiobara shi */?）是栃木縣東北部的一市，設立於2005年1月1日，黑磯市、那須郡西那須野町、同郡鹽原町新設合併成立。人口約11萬，次於佐野市位居縣內第6位，是縣北人口最多的市。那須鹽原西面有著名的那須溫泉，日本皇室在此建有避暑休閒的御用宅邸。

## 概要
市名「那須鹽原」由來是根據當時所在於該市域內，長年使用的那須鹽原站，以及觀光地著名的「那須」及「鹽原」而決定。然而該市隔壁，抱有那須高原觀光資源的那須町為了避免混淆，制定市名時，要求不要使用“那須”這個名稱，但制定市名的協議會表示「那須這個地名並不是那須町獨有的東西」，便投票決定市名為「那須鹽原」，同時制定市章。

## 地理
地處東京北方約150公里，距縣都宇都宮市約50公里，約在東京與東北大城仙台中間點的位置。

## 交通

### 鐵道
- 東日本旅客鐵道（JR東日本）

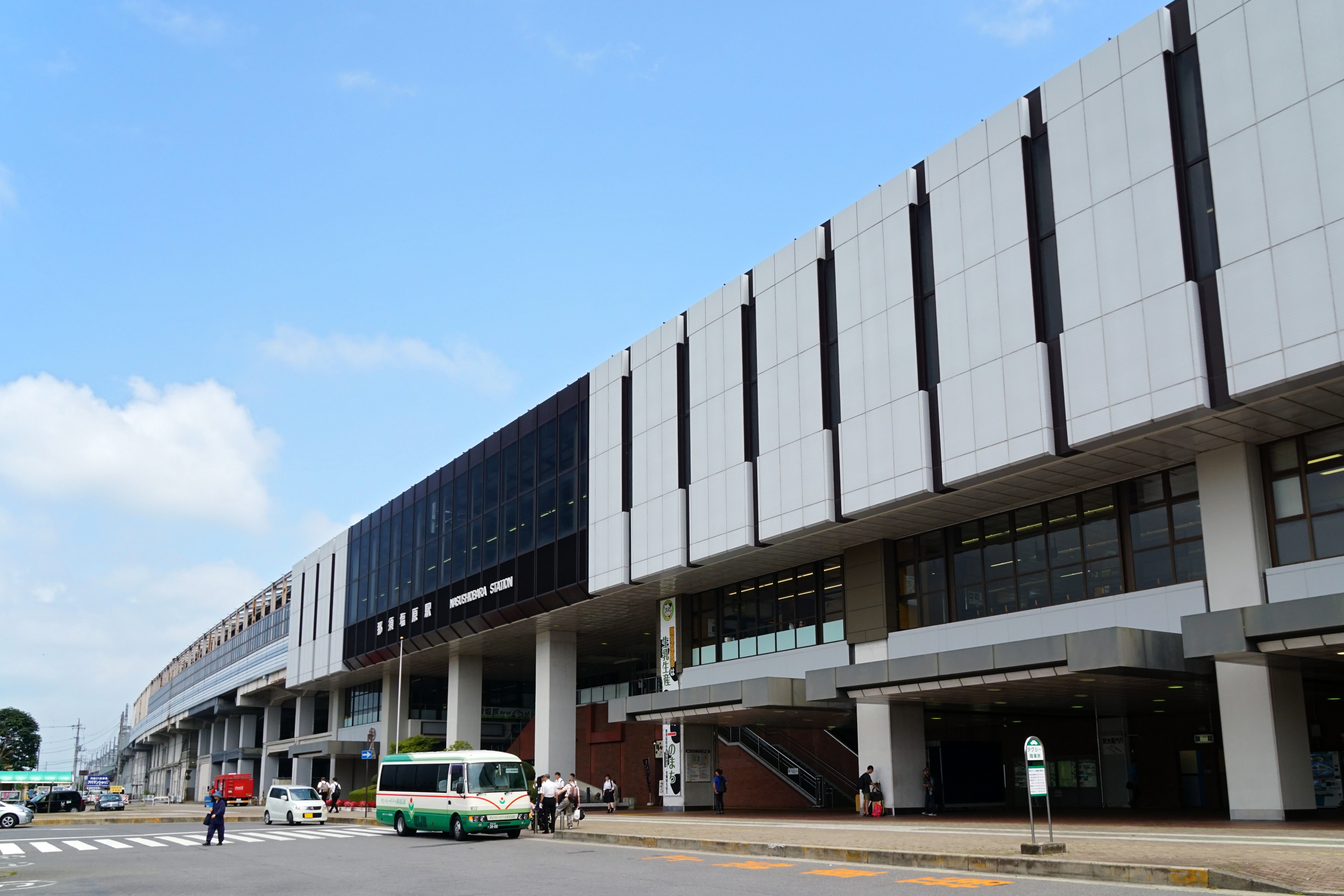
那須鹽原車站

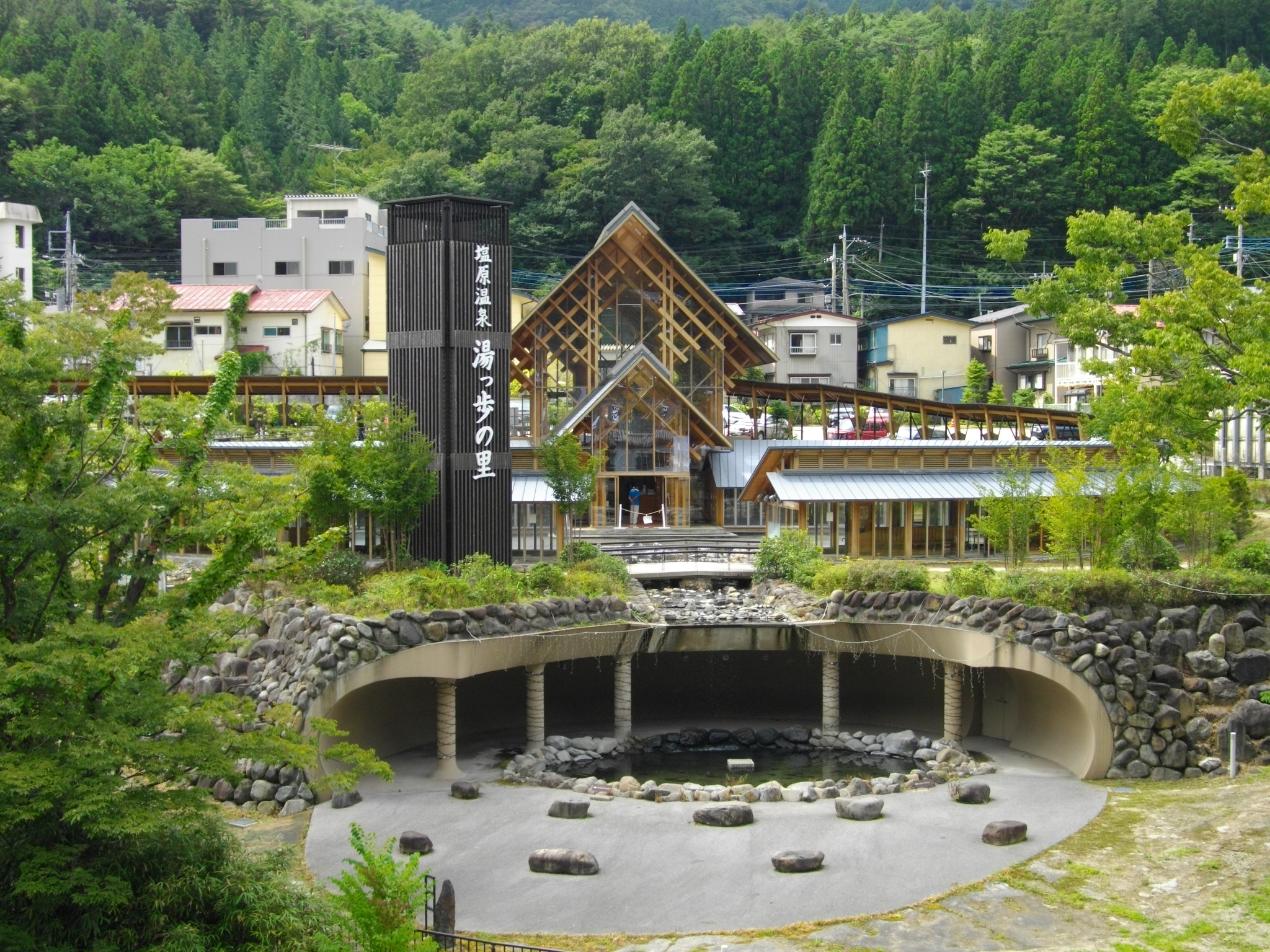
塩原温泉郷

  - ■ 東北新幹線：那須鹽原車站
  - ■ 宇都宮線（東北本線）：西那須野車站 - 那須鹽原車站 - 黑磯站

### 公車
- 那須鹽原市營公車
  - 上伊佐野小－農業之友鹽原線、鹽原上三依-鹽原公車總站線、溫泉街循環公車線、農業之友鹽原-關谷・宇津野線、農業之友鹽原-關谷・下大貫線、黒磯-湯宮線、黒磯－鍋掛線
- 東野交通
  - 那須鹽原-黒磯-那須湯本-那須索道、那須鹽原-黒磯-板室溫泉-那須高原公園、那須鹽原-黒磯-龍膽湖-南丘牧場-那須高原公園
- JR巴士關東（JR巴士關東西那須野分公司）
  - 那須鹽原-西那須野-鹽原溫泉（鹽原線）
- 大田原市營公車
- 那須町民公車

## 腳註
1. ↑   (PDF) (新闻稿). 黒磯市・西那須野町・塩原町合併協議会. 2003年7月25日  [2010-05-14]. （原始内容 (PDF)存档于2013-05-11）.
2. ↑  図典 日本の市町村章 p69

## 外部連結
- 鹽原溫泉觀光協會 （页面存档备份，存于）